# Macrochaetosoma bifurcata
Macrochaetosoma bifurcata är en mångfotingart som beskrevs av Bozidar P.M. Curcic och Makarov 200. Macrochaetosoma bifurcata ingår i släktet Macrochaetosoma och familjen Anthogonidae. Inga underarter finns listade i Catalogue of Life.